# コーエーテクモ定番シリーズ
コーエーテクモ定番シリーズ（コーエーテクモていばんシリーズ）は、コーエーテクモゲームスが発売している廉価版ゲームソフトのシリーズ。過去の作品を値下げして再発売している。元々は旧コーエー社作品の廉価版シリーズであるが、2010年8月からは、旧テクモ社作品の廉価版も本シリーズで発売されている。「定番シリーズ」「定番」とも略される。
なお本項では、同じく廉価版シリーズである「コーエーテクモ the Best」（コーエーテクモ・ザ ベスト）についても併せて記述する。

## 概要

### コーエーテクモ定番シリーズ
数年前に発売されたソフトを、価格1500-1980円（消費税抜き、以下同様）に値下げして再発売する物である。基本的に発売当時のままで追加要素はないが、バグなどの細かい不具合や、Windows用ゲーム作品の場合はゲーム発売以降に発表されたOSに非対応だった物に関しては、対応が施される事もある。発売の背景には中古ソフト対策として、中古購入に流れている資金をソフトの価格を下げてでも吸収を図る側面も存在する。
2010年8月以前は「コーエー定番シリーズ」（コーエーていばんシリーズ）として発売された。また、後述の「コーエーテクモ the Best」の再値下げとして発売される事もあり、Windows用ゲーム作品の廉価版については、過去にデジキューブなどへ販売委託した廉価版作品の再値下げとしての発売もあった。なお、Windows用ゲーム作品の廉価版は、2010年現在ソースネクストからの発売に移行しており、コーエー25周年記念パックとして発売された作品の単品発売のリリースを最後に、それ以降は発売されていない。更に記念パックの単品発売を除けば、2003年の発売が最後となる。ただし「ツインキャンペーン」として2本ずつセットにしてDVDケースサイズのパッケージとしたものが2005年に発売されている。1本ずつでは定価は1980円だった物がツインキャンペーンでは2480円なので、1本あたりの単価は割安になっている。

### コーエーテクモ the Best
「定番シリーズ」よりも一段上の価格設定の廉価版シリーズで、2010年6月以前は「KOEI The Best」（コーエー・ザ ベスト）シリーズとして発売されていた。PlayStation、PlayStation 2、PlayStation Portableについては他社の作品と同じく「Playstation The Best」「Playstation 2 The Best」「PSP The Best」として出ている物もある。
Windows版は、シリアルによるユーザー登録が必要な作品はシリアルが添付されている物もある。